# Ohmega Watts
Ohmega Watts, de son vrai nom Milton Campbell, est un rappeur et producteur américain. Il lance sa carrière musicale au début des années 1990 et publie son premier album solo, The Find, en 2005.

## Biographie
Campbell est né et élevé à Brooklyn, quartier situé dans la ville de New York, par ses parents d'origines indiennes. Il vit huit ans à Brooklyn avant d'emménager à Laurelton, dans le quartier du Queens. Campbell se lance dans la musique à Orlando, en Floride, au début des années 1990. À cette époque, il commence à s'intéresser au beatmaking, et s'inspire d'artistes comme Pete Rock, DJ Premier, Large Professor, et RZA. La première chanson d'Ohmega Watts s'intitule A Request, en collaboration avec son groupe Lightheaded et l'ancien trio de hip-hop, The Procussions.
Plus tard, il publie son premier album studio, The Find au label Ubiquity Records le 13 septembre 2005,. Ohmega publie son deuxième album, Watts Happening, le 9 octobre 2007. L'album explore plusieurs genres tels que la bossa nova sur les chansons Adaptico et Saywhayusay, la neo soul sur Work for Wealth, et quelques variations de funk sur Freak Out, Are You Satisfied, et The Platypus Strut.
Ohmega publie son troisième album, Pieces of a Dream, le 29 octobre 2013.

## Discographie
- 2005 : The Find
- 2007 : Watts Happening
- 2013 : Pieces of a Dream